# Солярня (Опольське воєводство)
Солярня (пол. Solarnia, нім. Solarnia, 1936-45: Salzforst) — село в Польщі, у гміні Берава Кендзежинсько-Козельського повіту Опольського воєводства.
Населення — 522 особи (2011).
У 1975-1998 роках село належало до Опольського воєводства.

## Демографія
Демографічна структура станом на 31 березня 2011 року:
|          | Загалом | Допрацездатний вік | Працездатний вік | Постпрацездатний вік |
| -------- | ------- | ------------------ | ---------------- | -------------------- |
| Чоловіки | 261     | 43                 | 177              | 41                   |
| Жінки    | 261     | 33                 | 157              | 71                   |
| Разом    | 522     | 76                 | 334              | 112                  |